# Armitage (Software)
Armitage ist ein grafisches Cyber-Attack-Management-Tool für das Metasploit-Projekt, das Ziele visualisiert und Exploits empfiehlt. Armitage ist ein freies Open-Source-Netzwerk-Sicherheits-Tool, welches gemeinsame Sitzungen und Kommunikation durch eine einzige Metasploit-Instanz ermöglicht. Armitage wird geschrieben und unterstützt von Raphael Mudge.

## Geschichte
Armitage ist ein von Raphael Mudge entwickeltes GUI-Front-End für das Metasploit-Framework, mit dem Ziel, Sicherheitsexperten zu helfen, Hacken besser zu verstehen und ihnen dabei zu helfen, das Potenzial von Metasploit zu erfassen. Armitage wurde ursprünglich für Cyber-Sicherheits-Übungen programmiert, hat aber seitdem seine Benutzerbasis auf andere Penetrationstester erweitert.

## Eigenschaften
Armitage ist ein skriptfähiges Tool, das auf dem Metasploit Framework basiert und welches in Zusammenarbeit mit dem Red Team erstellt wurde. Durch Armitage kann ein Benutzer Scans und Exploits starten, Empfehlungen für Exploits erhalten und die erweiterten Funktionen des Metasploit Framework’s Meterpreters verwenden. Durch eine Metasploit-Instanz können innerhalb eines Teams gleiche Sitzungen verwendet, Hosts freigegeben, Dateien erfasst und heruntergeladenen und über gemeinsame Ereignisprotokolle kommunizieren werden. Ebenfalls können Bots ausgeführt werden, um Aufgaben des Red Teams zu automatisieren.
Armitage kann auch zusammen mit Cobalt Strike genutzt werden.